# 8123 Canaletto
8123 Canaletto è un asteroide della fascia principale. Scoperto nel 1971, presenta un'orbita caratterizzata da un semiasse maggiore pari a 2,2872212 UA e da un'eccentricità di 0,1306685, inclinata di 3,75403° rispetto all'eclittica.